# Melchor Romero
Melchor Romero is een plaats in het Argentijnse bestuurlijke gebied  La Plata in de provincie Buenos Aires. De plaats telt 22.511 inwoners.